# York Park
Der York Park (durch Sponsoringvertrag offiziell University of Tasmania Stadium, kurz: UTAS Stadium) ist ein Stadion im Vorort Invermay der australischen Stadt Launceston auf der Insel Tasmanien. Auf der Anlage werden u. a. Spiele im Australian Football, Cricket, Rugby und Fußball ausgetragen. Heute bietet die Anlage 19.500 Plätze für die Besucher. Das gesamte Spielfeld aus Naturrasen hat die Ausmaße 170 m × 140 m.

## Geschichte
Der Standort des heutigen Stadions war früher sumpfiges Gelände. Es wurde als Deponie genutzt. 1874 errichtete man dort den Launceston Showground. In den nächsten Jahrzehnten wurde der Showground auch für den Sport wie Cricket, Bowls oder Tennis genutzt. Ende der 1910er Jahre plante man den Bau eines Stadions für verschiedene Sportarten. Die Arbeiten am York Park begannen 1919. Zwei Jahre später wurde er eingeweiht. Der North Launceston Football Club (Australian Football) trägt seit 1923 seine Partien im York Park aus. Der Bau wurde in seiner Geschichte mehrmals renoviert und ausgebaut. 2000 folgte die Anpassung an die Vorschriften der Australian Football League (AFL). Die im Melbourner Vorort Hawthorn ansässigen Hawthorn Hawks aus der AFL haben eine große Fangemeinde im Land, besonders in Tasmanien. Deshalb trägt der Club seit 2001 jährlich mehrere Partien der Saison im York Park aus. Später folgten von 2003 bis 2006 die St Kilda Saints. Zu dieser Zeit bot der York Park 15.000 Plätze. Von 2002 bis September 2003 wurde das Gelände renoviert, erweitert und rechtzeitig für die Rugby-Union-Weltmeisterschaft 2003 fertiggestellt. In der Vorrundengruppe A der WM trafen am 30. Oktober Namibia und Rumänien (7:37) aufeinander. 2004 wurde das städtische Energieversorger Aurora Energy Namenssponsor des York Park und trug den Namen Aurora Stadium. Nach 12 Jahren übernahm 2016 die University of Tasmania (UTAS) mit einem Vertrag über fünf Jahre die Sponsorrechte.
Am 18. Juni 2006 kamen zum Spiel der Hawthorn Hawks gegen die Richmond Tigers 20.971 Zuschauer in das Stadion und stellten einen Besucherrekord auf. Das Stadion ist im Besitz der Stadt Launceston und wird auch durch sie betrieben. Es verfügt über mehrere Räumlichkeiten, die u. a. für Tagungen, Dinner, Cocktailpartys, Seminare oder Produkteinführungen gemietet werden können.
Ende Juni 2020 erhielt die gemeinsame Bewerbung von Australien und Neuseeland den Zuschlag für die Fußball-Weltmeisterschaft der Frauen 2023. Der York Park stand auf der Liste der möglichen Spielstätten. Ende März 2021 wurden die zehn endgültigen Austragungsorte der WM bekannt gegeben. Der York Park gehörte nicht dazu.

## Galerie

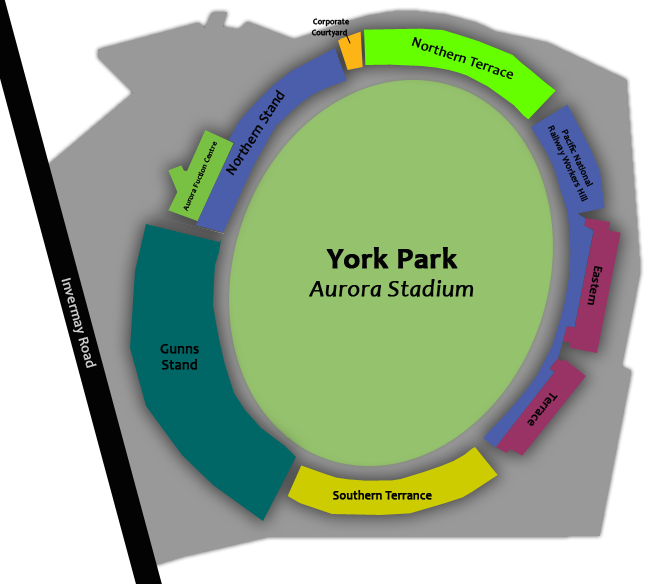
Der Tribünenplan (2008)
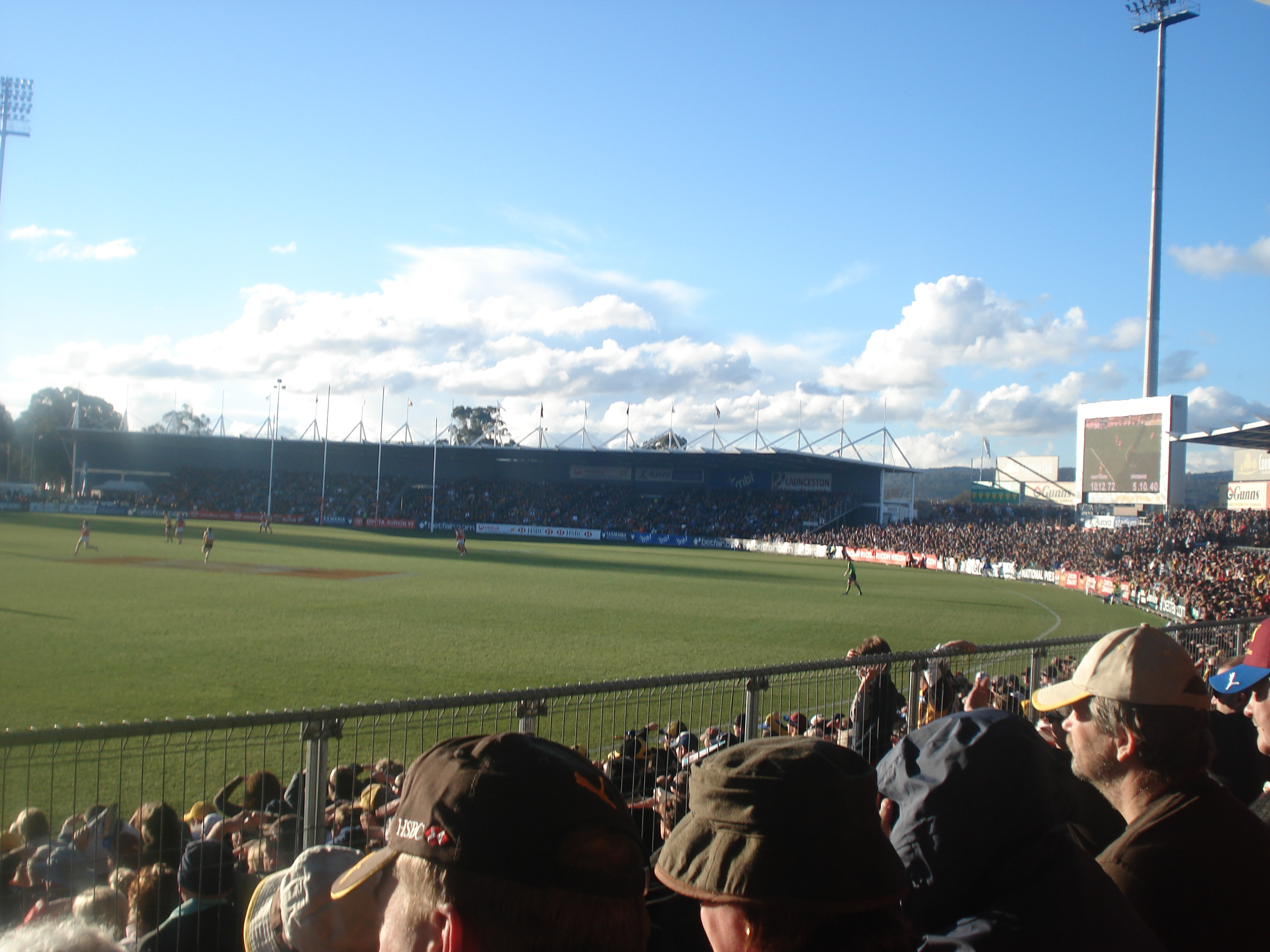
Blick vom Railway Workers Hill (2008)
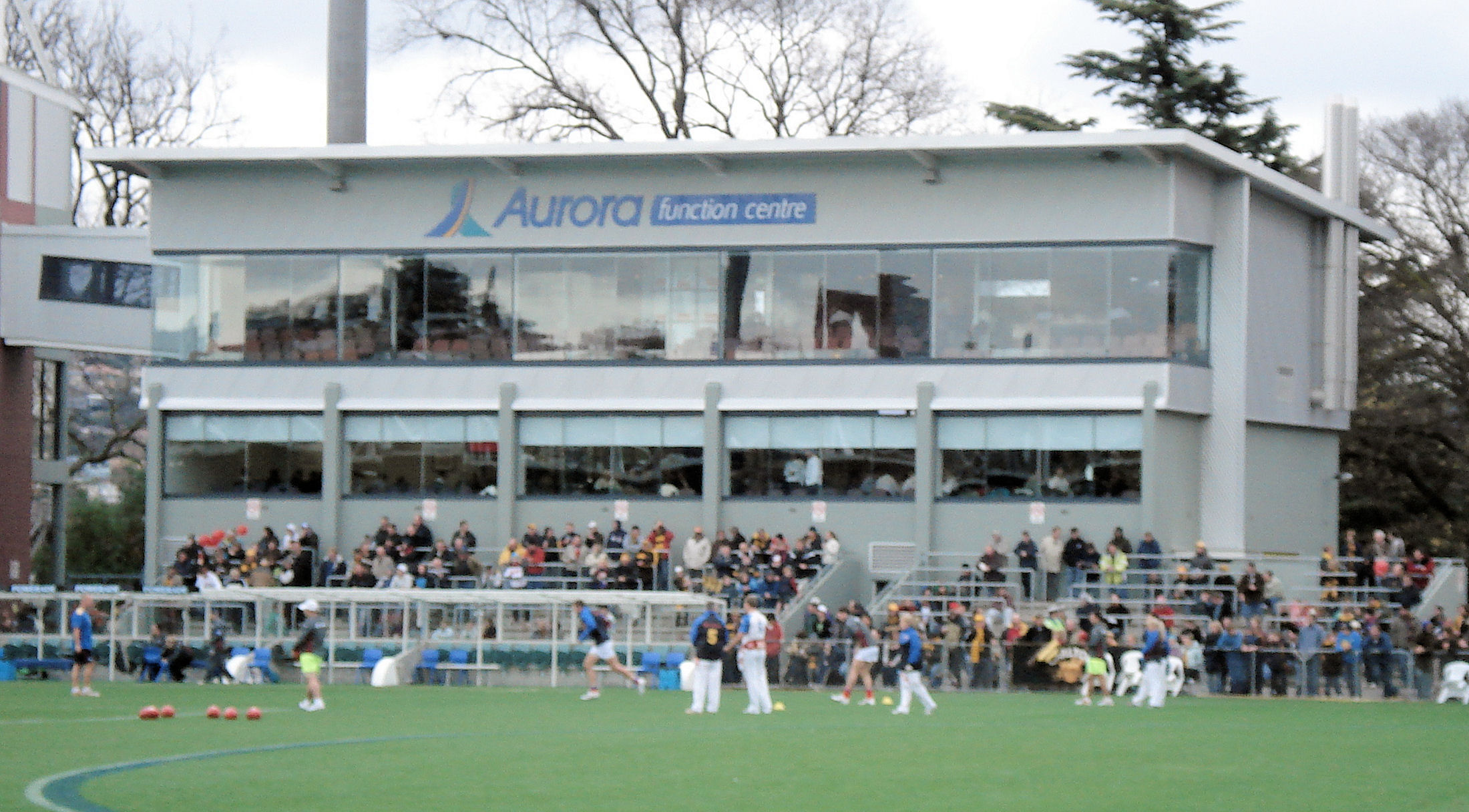
Das Aurora Function Centre (Juni 2009)
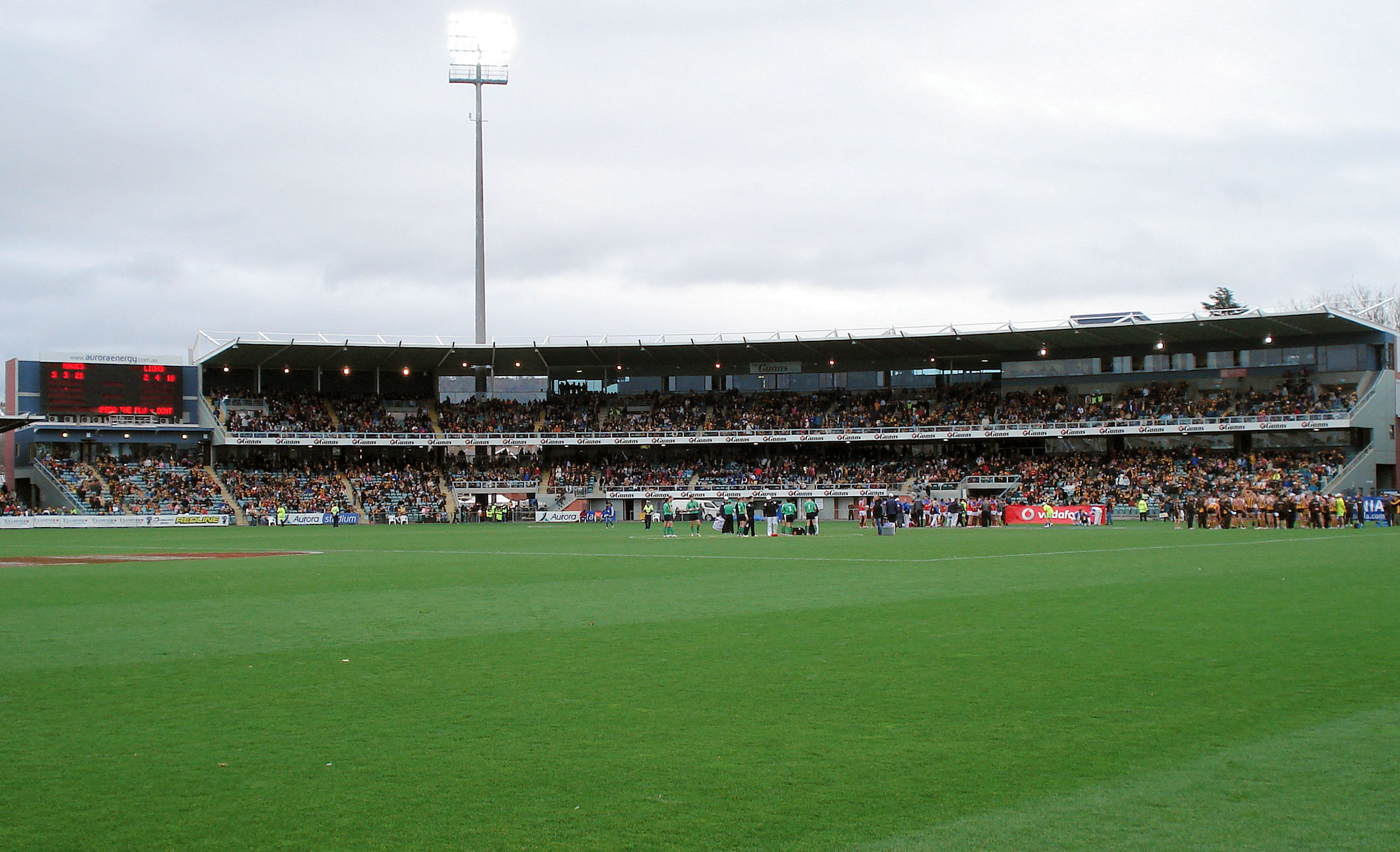
Der Gunns Stand (Juni 2009)